# The Kathmandu Post
The Kathmandu Post ist eine englischsprachige Zeitung, die 1993 von Shyam Goenka gegründet wurde. Sie wird in Nepal veröffentlicht und verfügt über eine 110.000 Personen umfassende Print-Leserschaft und eine 475.000 Personen umfassende Online-Leserschaft. Ihr Herausgeber ist heute Biswas Baral (Stand 2024). The Kathmandu Post wurde nicht nur zum nationalen Marktführer, sondern auch zur Tageszeitung mit dem höchsten Leseranteil in der ganzen Welt. Mit mehr als 50 Prozent des nationalen Marktanteils stand sie 2023 an der Weltspitze. Ihre Zirkulation beträgt 95.000 und sie wird gleichzeitig in Kathmandu, Biratnagar, Bharatpur und Nepalganj veröffentlicht. In The Kathmandu Post werden unter anderem Themen wie die Politik des Landes, Sportveranstaltungen, Kulturelles und alle Ereignisse berichtet, die sowohl für Nepal als auch über ihr Herkunftsland hinaus von Wichtigkeit sind.
Seit 2009 hat The Kathmandu Post eine Wochenendbeilage, genannt „On Saturday“, die sich auf Langform-Journalismus, Satire und kreative Sachbücher konzentriert. Die Zeitung gibt auch jährliche Sonderausgaben heraus, wie beispielsweise zum gregorianischen Neujahrsfest. Außerdem gibt es auf der Startseite der Online-Ausgabe oben rechts einen Index für die Luftverschmutzung in Kathmandu, um unter Beweis zu stellen, dass die Zeitung genau verfolgt, was die nepalesische Regierung gegen das große Problem der Luftqualität in der nepalesischen Hauptstadt unternimmt. Schwerpunktmäßig berichtet das Blatt über asien-zentrierte Themen, die für seine Leserschaft von Interesse sind, weniger über Europa und den Nahen Osten.
Die Zeitung unterhält auch einen Youtube-Kanal.

## Geschichte
The Kathmandu Post wurde als Teil der Kantipur Media Group gegründet, ein privates Medienunternehmen, das sich dem Recht der Menschen auf Informationen verschrieben hat. Über seine Print-, Radio-, Fernseh- und Internetplattformen verbreitet es täglich Inhalte, deren Empfänger Millionen von Haushalten sind. Der Gründungszeitpunkt von The Kathmandu Post 1993 war kurz nach der Ausrufung der Demokratie in Nepal. Trotz diverser politischer Unruhen im Land wie des zehnjährigen Bürgerkriegs, der Auflösung der Monarchie und dem Übergang Nepals zu einer Republik überlebte das Nachrichtenblatt und verschreibt sich, so die Kantipur Media Group Website, dem „ethischen Journalismus“.
The Kathmandu Post ist Mitglied des Asian News Network Ltd., einer Vereinigung asiatischer Medien, die sich zum Ziel setzte, die Berichterstattung über asiatische Angelegenheiten durch asiatische Journalisten für die Leserschaft in Asien zu fördern.